# Nuage à grande vitesse
Pour les articles homonymes, voir HVC.
Un nuage à grande vitesse (en anglais, high-velocity cloud ou HVC) est une grande masse de gaz que l'on trouve dans le halo galactique de la Voie lactée et d'autres galaxies. Ces nuages de gaz peuvent être très massifs, certains de l'ordre de millions de fois la masse du Soleil, et couvrir de grandes parties du ciel. Leurs mouvements dans le référentiel au repos local ont des vitesses qui sont mesurées à plus de 200 000km/h
Ces nuages sont importants pour la compréhension de l'évolution galactique, car ils représentent une grande quantité de matière baryonique dans le halo galactique. De plus, lorsque ces nuages tombent dans le disque de la galaxie, ils ajoutent de la matière pouvant former des étoiles à la matière diluée déjà présente dans le disque. Ce nouveau matériau contribue à maintenir le taux de formation d'étoiles de la galaxie.
Les origines des nuages à grande vitesse sont toujours en question. Aucune théorie n'explique tous les nuages de la galaxie. On croit que certains nuages sont nés d'interactions entre la Voie lactée et des galaxies satellites, comme le Grand et le Petit Nuage de Magellan qui produisent un nuage à grande vitesse bien connu appelé le Courant magellanique. Cependant, les mécanismes exacts de formation des nuages à grande vitesse sont encore inconnus.

## Historique des observations
Au milieu des années 1950, des poches de gaz denses ont été découvertes pour la première fois en dehors du plan galactique. Ces observations étaient plutôt surprenantes, car les modèles de la Voie lactée montraient que la densité du gaz diminuait avec la distance par rapport au plan galactique. Selon les modèles galactiques d'alors, les poches denses hors du plan galactique auraient dû se dissiper il y a longtemps, ce qui rendait leur existence dans le halo assez déroutante. En 1956, on a proposé comme solution que les poches denses étaient stabilisées par une couronne gazeuse chaude qui entourait la Voie lactée. Inspiré par cette proposition, Jan Oort, de l'Université de Leyde, aux Pays-Bas, a proposé que des nuages de gaz froids puissent être trouvés dans le halo galactique, loin du plan galactique.
De tels nuages ont été localisés en 1963 grâce à leur émission radio d'hydrogène neutre. Ces nuages se déplaçaient vers le disque galactique à une vitesse très élevée par rapport aux autres entités du disque galactique. Les deux premiers nuages qui ont été localisés ont été appelés Complexe A et Complexe C. En raison de leurs grandes vitesses, ces objets ont été appelés nuages à grande vitesse, ce qui les distingue des gaz au repos ainsi que de leurs homologues se déplaçant plus lentement, appelés nuages à vitesse intermédiaire. Plusieurs astronomes ont proposé des hypothèses concernant la nature de ces nuages, mais toutes se sont avérées inexactes. La situation s'est encore compliquée au début des années 1970 par la découverte du courant de Magellan, qui se comporte comme une chaîne de nuages à grande vitesse.
En 1988, une étude du ciel nordique sur les émissions radio d'hydrogène neutre a été réalisée à l'aide du radiotélescope de Dwingeloo aux Pays-Bas. Cette étude a permis aux astronomes de détecter de nouveaux nuages à grande vitesse.
En 1997, une carte de l'hydrogène neutre de la Voie lactée a été en grande partie réalisée, permettant à nouveau de détecter de nouveaux nuages à grande vitesse. À la fin des années 1990, grâce aux données de l'Observatoire de La Palma aux Canaries, du télescope spatial Hubble et, plus tard, du télescope spatial FUSE, la distance d'un nuage à grande vitesse a été mesurée pour la première fois. À peu près à la même époque, la composition chimique des nuages a été mesurée pour la première fois. En outre, en 2000, une étude des émissions radio d'hydrogène neutre dans l'hémisphère sud a été réalisée à l'aide du radiotélescope de Villa Elisa en Argentine, qui a permis de découvrir d'autres nuages à grande vitesse.
Des observations ultérieures du Complexe C ont montré que le nuage, dont on pensait à l'origine qu'il était déficient en éléments lourds (phénomène connu sous le nom de faible métallicité), contient certaines sections avec une métallicité plus élevée par rapport au reste du nuage, ce qui indique qu'il a commencé à se mélanger avec d'autres gaz dans le halo. En utilisant des observations d'oxygène hautement ionisé et d'autres ions, les astronomes ont pu montrer que le gaz chaud du Complexe C est une interface entre le gaz chaud et le gaz froid.

## Caractéristiques

### Structure à plusieurs phases
Les nuages à grande vitesse sont généralement les composants les plus froids et les plus denses du halo galactique. Cependant, le halo lui-même a également une structure multiphasique : de l'hydrogène neutre froid et dense à des températures inférieures à 104 K, du gaz chaud et tiède à des températures comprises entre 104 K et 106 K, et du gaz ionisé chaud à des températures supérieures à 106 K. Cela peut créer une poche de gaz ionisé qui entoure un intérieur neutre dans un nuage à grande vitesse. La preuve de cette interaction entre le gaz froid et le gaz chaud dans le halo provient de l'observation de l'absorption IOV.

### Distance
Les nuages à grande vitesse sont définis par leurs vitesses respectives, mais les mesures de distance permettent d'estimer leur taille, leur masse, leur densité volumique et même leur pression. Dans la Voie lactée, les nuages sont généralement situés entre 2 et 15 kiloparsecs (6,52x10 3 année-lumière - 4,89x104 al), et à des hauteurs z (distances au-dessus ou au-dessous du plan galactique) dans les 10 kpc (3,26x104 al). Le courant de Magellan et le Bras d'attaque (Leading arm) sont à ~55 kpc (1,79x105 al), près des nuages de Magellan, et peuvent atteindre environ 100-150 kpc (3,26x105 al - 4,89x105 al).
Il existe deux méthodes de détermination de la distance pour les nuages à grande vitesse.

#### Méthode directe
La meilleure méthode pour déterminer la distance d'un nuage à grande vitesse consiste à utiliser une étoile du halo de distance connue comme étalon de comparaison. Nous pouvons extraire des informations sur la distance du nuage en étudiant le spectre de l'étoile. Si un nuage est situé devant l'étoile, des raies d'absorption seront présentes, alors que si le nuage est derrière l'étoile, aucune raie d'absorption ne sera présente. Des étoiles du halo qui ont été identifiées par le Sloan Digital Sky Survey ont permis de mesurer les distances de presque tous les grands nuages connus.

#### Méthode indirecte
Les méthodes indirectes dépendent généralement de modèles théoriques et des hypothèses doivent être faites pour qu'elles fonctionnent.
Une des méthodes indirectes implique des observations de raies Hα, où l'on suppose que les lignes d'émission proviennent du rayonnement ionisant de la galaxie, atteignant la surface du nuage.
Une autre méthode utilise des observations approfondies des régions HI dans la Voie lactée et/ou le Groupe local, en supposant que la distribution des nuages dans le Groupe local est similaire à celle de la Voie lactée. Ces observations situent les nuages à 80 kpc (2,61x105 al) de la galaxie, et les observations de la galaxie d'Andromède les situent à environ 50 kpc (1,63x105 al).
Pour les nuages où les deux méthodes sont disponibles, les distances mesurées via l'émission Hα tendent à correspondre à celles trouvées via les mesures directes.

### Caractéristiques spectrales
Les nuages à grande vitesse sont généralement détectés dans les longueurs d'onde radio et optique, et pour les nuages plus chauds, dans les longueurs l'onde ultraviolet et rayons X. Les nuages d'hydrogène neutre sont détectés par la ligne d'émission de 21 cm. Les observations ont montré que les nuages peuvent avoir des extérieurs ionisés en raison du rayonnement externe ou du mouvement du nuage à travers un milieu halo diffus. Ces composants ionisés peuvent être détectés via les lignes d'émission de Hα et même les lignes d'absorption dans l'ultraviolet. Les gaz chauds des nuages présentent des lignes d'absorption OVI, SiIV et CIV.

### Température
La plupart des nuages présentent des largeurs de raies spectrales qui indiquent un milieu chaud et neutre à environ 9000 kelvin. Cependant, de nombreux nuages ont des largeurs de raies indiquant qu'ils sont partiellement composés de gaz froid à moins de 500 kelvin.

## Durée de vie
On estime que les nuages froids se déplaçant dans un milieu de halo diffus ont une durée de survie de l'ordre de quelques centaines de millions d'années si un mécanisme de soutien quelconque ne les empêche pas de se dissiper. La durée de vie dépend principalement de la masse du nuage, mais aussi de la densité du nuage, de la densité du halo et de la vitesse du nuage. Les nuages dans le halo galactique sont détruits par l'instabilité de Kelvin-Helmholtz. La chute des nuages peut dissiper de l'énergie, ce qui entraîne l'inévitable réchauffement du halo. La structure multiphasique du halo gazeux suggère qu'il y a un cycle de vie continu de destruction et de refroidissement des nuages.

### Mécanismes de soutien possibles
Parmi les mécanismes possibles responsables de l'augmentation de la durée de vie d'un nuage, on peut citer la présence d'un champ magnétique qui induit un effet de blindage et/ou la présence de matière noire. Cependant, il n'existe pas de preuves solides de la présence de matière noire dans les nuages. Le mécanisme le plus accepté est celui du blindage dynamique, qui augmente le temps Kelvin-Helmholtz. Ce processus fonctionne parce que le nuage a un intérieur froid et neutre protégé par un extérieur plus chaud et de plus faible densité, ce qui fait que les nuages HI ont des vitesses relatives plus faibles par rapport à leur environnement.

## Origines
Depuis leur découverte, plusieurs modèles ont été proposés pour expliquer l'origine des nuages à grande vitesse. Cependant, la multiplicité des nuages, leurs caractéristiques distinctes et l'existence de nuages clairement associés à des galaxies naines cannibalisées (le système de Magellan entre autres) suggèrent que les nuages ont très probablement plusieurs origines. Cette conclusion est également fortement soutenue par le fait que la plupart des simulations pour un modèle donné peuvent expliquer certains comportements des nuages, mais pas tous.

### L'hypothèse de Oort
Jan Oort a proposé que les nuages à grande vitesse étaient des restes de gaz provenant de la formation originale de la galaxie. Il a émis l'hypothèse que si ce gaz se trouvait à la limite de l'influence gravitationnelle de la galaxie, il pourrait, sur des milliards d'années, être entraîné vers le disque galactique et retomber sous forme de nuages. Le modèle de Oort explique la composition chimique des étoiles dans la galaxie. Étant donné une galaxie isolée (c'est-à-dire une galaxie sans assimilation continue de gaz hydrogène), des générations successives d'étoiles devraient générer des étoiles avec des abondances plus élevées d'éléments lourds. Cependant, l'examen des étoiles montre à peu près les mêmes abondances relatives des mêmes éléments, quel que soit l'âge de l'étoile. Les nuages à grande vitesse peuvent expliquer ces observations en injectant continuellement dans la galaxie une partie du gaz primordial responsable de la dilution continue de la galaxie.

### Fontaine galactique
Une autre théorie présume que du gaz a été éjecté de la galaxie et qu'il y retombe sous forme de nuages à grande vitesse. Plusieurs mécanismes ont été proposés pour expliquer comment la matière peut être éjectée du disque galactique. L'explication la plus courante fait appel à des explosions de supernovae qui auraient éjecté de grandes bulles de matière.

### Accrétion des galaxies satellites
Lorsque des galaxies naines traversent le halo d'une galaxie plus grande, le gaz qui existe en tant que milieu interstellaire de la galaxie naine peut être arraché par les forces de marée et la pression dynamique. Des preuves de ce modèle de formation proviennent des observations du courant de Magellan dans le halo de la Voie lactée. Les caractéristiques quelque peu distinctes des nuages ainsi formés sont également prises en compte par les simulations. Toutefois, la plupart des nuages à grande vitesse de la Voie lactée ne semblent pas associés à une galaxie naine.

### Matière noire
Un autre modèle, proposé par David Eichler, aujourd'hui à l'Université Ben Gourion du Néguev, et plus tard par Leo Blitz de l'université de Californie à Berkeley, suppose que les nuages sont très massifs, sont situés entre les galaxies, et sont créés lorsque de la matière baryonique s'accumule à proximité de concentrations de matière noire. L'attraction gravitationnelle entre la matière noire et le gaz devait expliquer la capacité des nuages à rester stables même à des distances intergalactiques où la rareté de la matière ambiante devrait faire que les nuages se dissipent assez rapidement. Cependant, maintenant que nous connaissons mieux les distances des nuages à grande vitesse, il semble que ces distances sont incompatibles avec cette théorie.

## Exemples de nuages à grande vitesse

### Hémisphère nord
Dans l'hémisphère nord, on trouve plusieurs grands nuages, mais rien de l'ordre du système de Magellan (voir ci-dessous). Les Complexes A et C ont été les premiers nuages découverts et ont été observés pour la première fois en 1963. Ces deux nuages se sont avérés déficients en éléments lourds, montrant une concentration qui est de 10 à 30 % celle du Soleil. Leur faible métallicité semble être la preuve que les nuages apportent effectivement du gaz frais dans la galaxie. On a estimé que le Complexe C apporte chaque année une masse de gaz équivalente à de 0,1 à 0,2 la masse du soleil, tandis que le Complexe A en apporte environ la moitié. Ce gaz frais représente 10 à 20 % du total nécessaire pour diluer suffisamment le gaz galactique, pour tenir compte de la composition chimique des étoiles.

#### Complexe C
Le Complexe C, l'un des nuages les mieux étudiés, se trouve à une distance d'au moins 14 000 al (environ 4 kpc) mais pas plus de 45 000 al (environ 14 kpc) au-dessus du plan galactique.
Le Complexe C a une teneur en azote d'environ 1/50 de celle du Soleil. Les étoiles de masse élevée produisent moins d'azote, par rapport aux autres éléments lourds, que les étoiles de faible masse. Cela implique que les éléments lourds du complexe C peuvent provenir d'étoiles de masse élevée. Les premières étoiles étaient des étoiles de masse supérieure et le complexe C semble être une sorte de fossile, formé en dehors de la galaxie et constitué de gaz de l'ancien univers.
Une étude plus récente sur une autre zone du Complexe C a révélé une métallicité deux fois plus élevée que ce qui avait été signalé à l'origine. Ces mesures ont conduit les scientifiques à penser que le Complexe C a commencé à se mélanger à d'autres nuages de gaz proches et plus jeunes.

#### Complexe A
Le complexe A est situé à une distance de 25 000 à 30 000 al (8 à 9 kpc) dans le halo galactique.

### Hémisphère sud
Dans l'hémisphère sud, les nuages les plus importants sont tous associés au système de Magellan, qui comporte deux composantes principales, le courant de Magellan et le Leading arm. Ils sont tous deux constitués de gaz qui a été extrait des grands et petits nuages de Magellan.
La moitié du gaz a été décélérée et se trouve maintenant derrière les nuages dans leurs orbites (c'est la composante courant). 
L'autre moitié du gaz (la composante Leading arm) a été accélérée et extraite des galaxies. Le système de Magellan se trouve à environ 180 000 al (55 kpc) du disque galactique, bien que la pointe du courant de Magellan puisse s'étendre jusqu'à 300 000-500 000 al (100-150 kpc).
On pense que l'ensemble du système contribue au moins à 3x108 masse solaire de HI dans le halo galactique, soit environ 30 à 50 % de la masse de HI de la Voie lactée.

#### Courant Magellanique
Le Courant de Magellan est une structure longue et continue avec un gradient de vitesse et de densité de colonne bien défini. On pense que la pointe du courant de Magellan a une vitesse de 300 km/s relativement au référentiel au repos local. Les nuages de courant ont une pression plus faible que les autres nuages parce qu'ils résident dans une zone où le milieu du halo galactique est plus éloigné et a une densité beaucoup plus faible. Le télescope spatial FUSE a trouvé de l'oxygène hautement ionisé mélangé au Courant de Magellan. Cela suggère que le Courant doit être incorporé dans un gaz chaud.

#### Leading arm
Le Leading arm n'est pas un flux continu, mais plutôt une association de multiples nuages situés dans la région précédant les nuages de Magellan. On pense qu'il a une vitesse de -300 km/s relativement au référentiel au repos local. L'un des nuages du Leading arm présente une composition très similaire au Petit Nuage de Magellan. Cela semble confirmer l'idée que le gaz qui le compose a été arraché de la galaxie et accéléré devant elle par des forces de marée qui déchirent les galaxies satellites et les assimilent dans la Voie lactée.

#### Nuage de Smith
C'est un autre nuage bien étudié de l'hémisphère sud. Pour en savoir plus, cvoir l'article Nuage de Smith.